# Михаило-Архангельская церковь (Канн)
Це́рковь Арха́нгела Михаи́ла (Михаи́ло-Арха́нгельская це́рковь) — православный храм Архиепископии православных русских церквей в Западной Европе Московского Патриархата, расположенный в городе Канны (Франция) на бульваре Александра III. 
Построен французским архитектором Луи Нуво в 1894 году. Достопримечательность Лазурного побережья. До 24 апреля 2015 года в крипте храма были погребены великий князь Николай Николаевич Младший и его супруга великая княгиня Анастасия Николаевна. В крипте церкви остаются захоронения великого князя Петра Николаевича и его супруги великой княгини Милицы Николаевны, а также принца Петра Ольденбургского.

## История церкви
Долгое время единственной русской церковью во французской Ривьере был храм святых Николая и Александры в Ницце.
Такое неудобство побудило русских эмигрантов в 1886 году устроить в Канне первую церковь. Это была домовая церковь на вилле Александры Феодоровны Трипе, урождённой Скрипицыной, богослужения в которой время от времени совершались попечением клира из Ниццы.
В 1889 году с приездом в Канн великой княгини Анастасии Михайловны богослужения в этой церкви стали более регулярными благодаря приехавшему с ней из Шверина причту.
Небольшое здание домовой церкви оказалось не в состоянии вмещать всех желавших помолиться. В виду этого духовник великой княгини Анастасии Михайловны протоиерей Григорий Остроумов в 1893 году обратился к проживавшему в Канне великому князю Михаилу Михайловичу с просьбой о содействии в построении нового, более обширного храма.
Под председательством великого князя был составлен строительный комитет, некоторые члены которого кроме уже данных ими пожертвований на построение храма обязались вносить в течение 10 лет каждый ежегодно по 250 франков на его содержание. А. Ф. Трипе предложила в дар под церковь участок земли в 1750 м².
Закладка церкви во имя святого Архистратига Божия Михаила вместимостью на 400 человек была совершена по благословению митрополита Санкт-Петербургского и Ладожского Палладия 23 апреля (5 мая) 1894 года, а её освящение — 22 ноября (4 декабря) того же года. После освящения храма муниципалитет Канн объявил о своём решении переименовать улицу, на которой была построена церковь, в бульвар Александра III (фр. boulevard Alexandre III).
Церковь получила значительные пожертвования от членов Императорской фамилии. Так, великим князем Михаилом Михайловичем были пожертвованы священные сосуды, напрестольный крест, Евангелие и серебряное кадило. Великий князь Сергей Михайлович пожертвовал металлическую церковную ограду. Князь С. М. Голицын — на главу храма ажурный крест и две старинной итальянской живописи поставные иконы: Спасителя и Божией Матери. Среди реликвий церкви значимы ковчег с мощами Иоанна Кронштадтского, Серафима Саровского и Симеона Верхотурского.
Во время Первой мировой войны приход храма оказывал помощь раненным солдатам и офицерам Экспедиционного корпуса Русской армии во Франции, проходившим лечение в каннском вспомогательном госпитале № 203. Многие из них похоронены на городском кладбище Гран-Жас, где над общей могилой русских и сербских воинов был воздвигнут величественный мраморный крест.
В 1921 году в церкви состоялось венчание великого князя Андрея Владимировича с балериной Матильдой Кшесинской.
В межвоенный период русская колония была многочисленна как никогда раньше. Приход каннского храма участвовал в организации лагерей «Национальной организации Витязей» на территории каннского гольф-клуба.
В послевоенное время община каннского храма переживала возрождение во время настоятельства священника Игоря Дулгова, который продолжал заниматься молодёжью, служил в Русском доме для престарелых, заботился о духовном просвещении, в том числе посредством издания приходского листка. В это время при храме действовала иконописная мастерская Цевчинского, который написал для храма ряд икон и расписал вход храма под колокольней. Изобразительным творчеством на приходе занимался также обращённый из католичества художник Робер Мишо-Вернез, рукоположённый в священника с именем Патрикий.
Силами русской общины на каннском некрополе Абади была воздвигнута Успенская часовня-костница для сохранения останков православных христиан, похороненных на кладбищах Гран-Жас и Абади (вплоть до 1998 года в часовню, согласно поминальным спискам, были перенесены останки 345 человек).

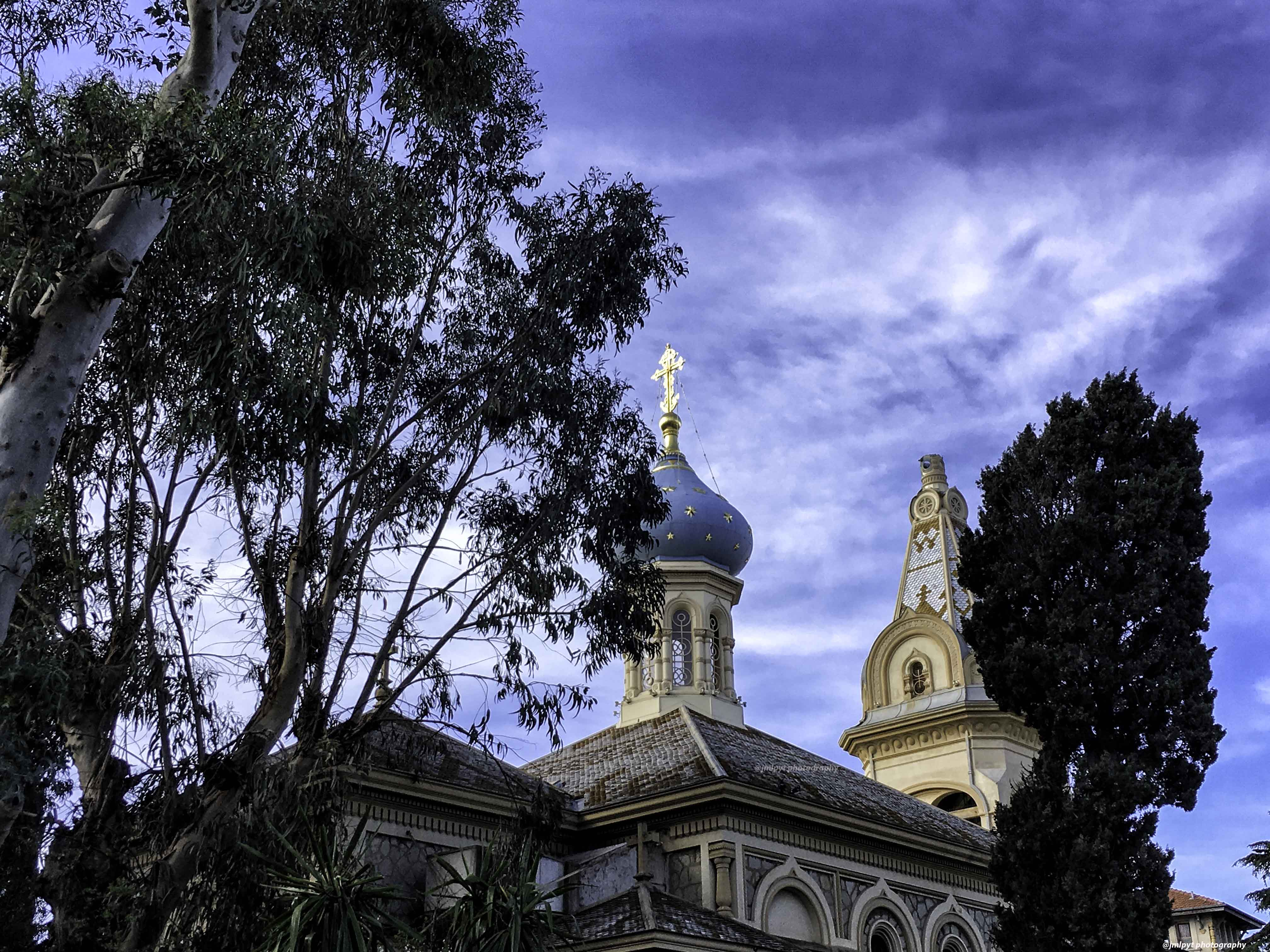
С отсутствующим куполом колокольни. 6 марта 2017 года.

По случаю своего столетия в 1994 году каннская церковь была реставрирована с участием властей города и департамента.
Мэрией города Канны храм был закрыт 4 августа 2015 года из-за угрозы падения купола колокольни, близлежащая территория огорожена, подход к храму запрещен. Утром 5 сентября купол упал на крышу правого притвора.

## Некрополькрипты
В 1924 году в крипте храма был похоронен принц Пётр Ольденбургский.
В 1929 и 1931 году там же погребли великих князей Николая Николаевича (младшего) и Петра Николаевича. Рядом с ними лежат их супруги Анастасия и Милица Черногорские.
В 1933 году здесь был похоронен Герой Первой Мировой войны, Главнокомандующий войсками Кавказского фронта генерал-от-инфантерии Н.Н. Юденич. В 1957 году по желанию его вдовы гроб был перенесен на русское кладбище Кокад в Ницце.
В 2014 году внучатые племянники Николая Николаевича князья Николай Романович и Димитрий Романович обратились к правительству России с просьбой о перезахоронении останков великого князя и его супруги в России. Идею о перезахоронении поддержал председатель Государственной думы РФ Сергей Нарышкин. Прах великого князя и его супруги был эксгумирован 24 апреля 2015 года, после чего останки были переложены в новые гробы и отслужена панихида, которую провёл архиепископ Женевский и Западно-Европейский Михаил (Донсков). Затем останки на автомобилях были доставлены в Париж, где в базилике Дома инвалидов прошёл экуменический молебен с участием французских и российских официальных лиц. Перезахоронение останков Николая Николаевича и его супруги Анастасии Николаевны состоялось 30 апреля 2015 году в Москве, в часовне в честь Преображения Господня на Братском воинском кладбище.
В крипте храма остаются захоронения брата Николая Николаевича великого князя Петра Николаевича и его супруги Милицы Николаевны. Предполагается, что их останки будут перезахоронены в Крыму.
Другие захоронения:
- могилы Елены Ваглиано (1909—1944), героини французского движения Сопротивления, а также членов её семьи, прихожан и ктиторов храма[9];
- могила первого настоятеля храма — архиепископа Григория (Остроумова) и его жены;
- ряд поминальных табличек, в том числе в память протоиерея Николая Соболева, второго настоятеля храма.

## Смена церковных юрисдикций

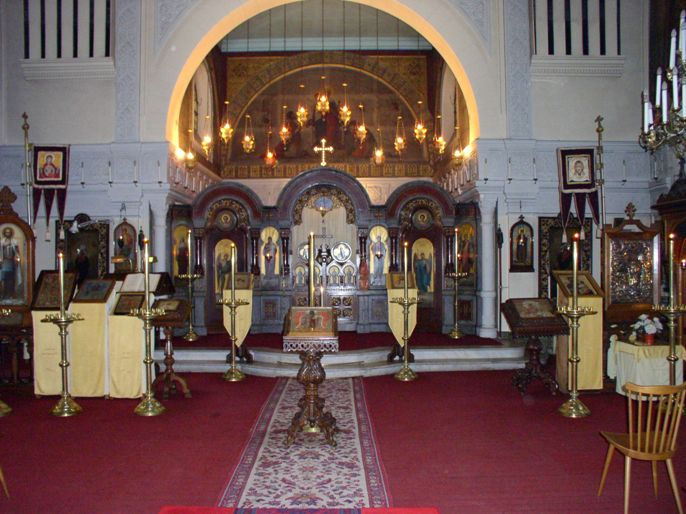
Внутренний вид Михаило-Архангельской церкви

Церковь Михаила Архангела в Каннах неоднократно становилась предметом юридисдикционных споров, чему во многом способствовало либеральное французское законодательство о религиозных ассоциациях, которыми управляются большинство православных храмов Франции.
В 1929 году значительная часть прихода во главе с протоиереем Григорием Остроумовым вышла из подчинения митрополиту Евлогию (Георгиевскому) и перешла в юрисдикцию митрополита Антония (Храповицкого) (РПЦЗ). Митрополит Евлогий оставил управление верной ему части прихода за назначенным в 1927 году настоятелем — племянником протоиерея Григория священником Алексием Селезнёвым, который продолжал жить в доме причта Михаило-Архангельского храма, разделённом между двумя юрисдикциями. Священник Алексий стал основателем временного храма в честь святителя Тихона Задонского в пригороде Канна — Ла-Бокка.
Осенью 1945 года, следуя примеру митрополита Серафима (Лукьянова), управляющего приходами РПЦЗ в Западной Европе, каннская церковь и её многолетний настоятель епископ Григорий (Остроумов) перешли под омофор патриарха Московского Алексия I (последний удостоил епископа Григория возведения в сан архиепископа). Так же поступил и протоиерей Алексий Селезнёв, вслед за митрополитом Евлогием.
Однако после кончины архиепископа Григория каннский приход снова разделился: 22 февраля 1948 года приходская ассоциация со своим новым настоятелем протоиереем Николаем Соболевым (зятем архиепископа) проголосовала за возвращение в юрисдикцию РПЦЗ митрополита Анастасия (Грибановского). Протоиерей Алексий последовал за рукоположившим его архиепископом Владимиром (Тихоницким).
Приходская община и храм находились в юрисдикции РПЦЗ, когда в 2001 году последнюю потряс раскол и епископ Каннский Варнава (Прокофьев), викарий Западно-Европейской епархии, вместе с митрополитом Виталием (Устиновым), ушедшим на покой первоиерархом РПЦЗ, образовали параллельную юрисдикцию РПЦЗ, первоначально названную «Русской православной церковью в изгнании», сокращённо РПЦЗ(В). Собор епископов РПЦЗ лишил епископа Варнаву священного сана. Это, однако, не остановило его. Храм пережил череду разоривших его смен юрисдикций, сопровождавшихся скандальными публикациями в российской и французской прессе.
В мае 2002 года приходская ассоциация каннского храма вслед за своим настоятелем проголосовала за переход в юрисдикцию неканонической РПЦЗ(В), а Варнава (Прокофьев) в расколе стал именоваться «архиепископом Каннским и Европейским». После возвращения Варнавы из раскола в 2006 году храм находился в ведении РПЦЗ. Однако деятельность Варнавы в расколе и после возвращения из него привела к возбуждению ряда судебных процессов против него.
22 мая 2014 года на общем собрании ассоциации настоятелем каннского храма был выбран протоиерей Владимир Ягелло, многолетний настоятель Знаменской церкви в Париже. Архиепископ Иов (Геча), управляющий Архиепископией православных русских церквей в Западной Европе (Константинопольский патриархат), издал указ о приёме каннского прихода в свою юрисдикцию. На официальном сайте архиепископии приход был включён в список приходов благочиния Юго-Востока Франции.
В приходском доме (Villa Saint Michel) открылась Русская школа «La Petite Russie».
В сентябре 2019 года приходская община поддержала архиепископа Иоанна (Реннето), управляющего архиепископией, принявшего решение о присоединении к Московскому патриархату. Приход покинул протоиерей Александр Дмишук, присоединившийся к Галльской митрополии Константинопольского патриархата. Обслуживает приход протоиерей Милинко Пурич, некогда многолетний настоятель православной церкви в Ментоне.
В 2020 году состояние храма описывалось так: «позолоченный купол <…> помятый, ржавый и прогнивший, едва узнаваемый, валяется под забором. Позолоченные звезды оторваны, крест разломан, остатки сложены в крипте. <…> Пол в ее склепе проваливается, флаг испачкан крысиным пометом. Крысы здесь опрокинули и прогрызли все, что могли. В период дождей крипту затапливает, плесень — на стенах, на иконах, гниет иконостас. Вот в каком виде хранится военная форма Александра Второго, да и то, говорят, не настоящая, подлинник, вероятно, тоже украден. Исчезли и все важные архивы, а те, бумаги, что остались, отсырели и покрылись плесенью. Со счетов управляющей храмом ассоциации куда-то пропали и деньги, которые были пожертвованы на реставрацию храма в 2006 году».
В ноябре 2021 года суд в Грассе постановил, что церковь Архангела Михаила в Каннах законно принадлежит России. Деньги на реставрацию готовы выделить местные бизнесмены. Община храма надеялась и на финансовую помощь из России. Судебный ликвидатор, которой досталось дело в наследство от Русской православной культовой ассоциации (ACOR), намерена обжаловать решение уже в суде в Экс-ан-Провансе.

## Настоятели

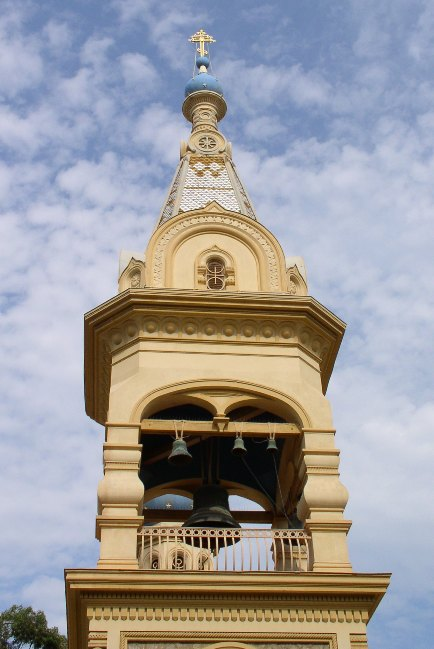
Ярус звонов. Колокольня церкви

- протоиерей Григорий Остроумов, позже архиепископ Каннский и Марсельский (1895—1927, в РПЦЗ с 1929 до 1945 года, в Московском патриархате с осени 1945 до своей смерти в 1947 году)
- протоиерей Алексий Селезнёв (в юрисдикции Архиепископии русских церквей в Западной Европе, 1927—1945)[23]
- протоиерей Николай Соболев (1947—1963), перешёл из Московского патриархата в юрисдикцию РПЦЗ в феврале 1948 года
- протоиерей Игорь Дулгов (1963—1987?), впоследствии архиепископ Брюссельский и Западно-Европейский Серафим (ум. 24 ноября 2003)
- протоиерей Сергий Чертков (1985—1988)
- епископ Варнава (Прокофьев) (1988—2001 в юрисдикции РПЦЗ; 2001—2006 в юрисдикции РПЦЗ(В) ; 2006—2009 в юрисдикции РПЦЗ МП).
- священник Максим Массалитин (5 ноября 2009 — 8 мая 2011).
- протоиерей Михаил Бойков (с 16 марта представитель первоиерарха РПЦЗ в Каннах; настоятель с 8 мая 2011 до 2 февраля 2012)
- епископ Варнава (Прокофьев) (февраль 2012 — 17 июля 2013)
- иеромонах Дамаскин (Шаньшеров) (9 сентября 2013 — май 2014, в юрисдикции РПЦЗ(А)).
- протоиерей Владимир Ягелло[14] (май 2014 — июль 2016, в юрисдикции Архиепископии русских церквей в Западной Европе Константинопольского патриархата).
- протоиерей Сергий Герасименко (4 июля 2016 — ноябрь 2019, в юрисдикции Парижской архиепископии Константинопольского патриархата).
- протоиерей Иоанн Гейт (в юрисдикции Архиепископии русских церквей в Западной Европе Московского патриархата), до декабря 2021 года.